# Frotas C e D do Metrô de São Paulo
As Frotas C e D do Metrô de São Paulo foram uma série de TUES fabricados originalmente pelas empresas Cobrasma e Mafersa, entre os anos de 1979 até 1986. Atualmente foram reformados, sendo renomeados Frota K e L.

## História

### Projeto e fabricação
Com o início das obras da Linha Leste-Oeste (atual Linha 3-Vermelha) do Metrô de São Paulo em 1976, houve uma necessidade de se contratar a fabricação de uma frota especificamente projetada para atender a essa nova linha. Assim em 16 de outubro de 1978 foi assinado pela Companhia do Metropolitano de São Paulo um contrato de 4.680.000.000,00 cruzeiros com as empresas Cobrasma e Mafersa para o fornecimento de 282 carros (equivalentes a 47 trens), divididos em dois lotes:
- Lote Cobrasma: 25 trens (150 carros), fabricados na unidade Sumaré da empresa;
- Lote Mafersa: 22 trens (132 carros), fabricados na unidade Lapa da empresa;

Apesar da fabricação dos trens terem sido iniciadas em meados de 1979 (com o primeiro trem-unidade concluído em 1981), problemas financeiros do estado e da Companhia do Metropolitano e atrasos nas obras da Linha Leste-Oeste fizeram com que os primeiros trens fossem entregues apenas em 1984.

### Operação
O primeiro trem iniciou sua operação comercial em 14 de setembro de 1984, durante as comemorações de 10 anos da inauguração do Metrô de São Paulo.
Até 1986 todos os trens haviam sido entregues, constituindo-se na frota exclusiva da Linha Leste-Oeste. Inicialmente possuíam janelas lacradas e sistema de ventilação forçada, com 8 ventiladores e 6 exaustores. Com a operação regular, descobriu-se que a ventilação interna dos trens era insuficiente e as janelas foram modificadas, recebendo uma janela basculante para melhorar a ventilação. Com o passar dos anos, a superlotação da linha 3 exigiu muito dos trens. Assim, o número de falhas e reclamações cresceu, principalmente em relação a falta de ar condicionado nos trens. A Companhia do Metropolitano realizou estudos e optou pela gradual reforma das Frotas C e D.
Iniciado em 2009, o processo de reforma deveria ter sido concluído em 2014, porém atrasos e problemas técnicos prorrogaram o processo até meados de 2018.
Em 10 de julho de 2014, o último trem da frota C circulou pela última vez, sendo enviado para a reforma. Já o último trem da frota D só foi retirado de circulação em 15 de abril de 2017.
Atualmente esses trens reformados constituem-se nas Frotas K e L do Metrô.

## Controvérsias
A contratação de reformas nas janelas dos trens da frota D em 1992 foi considerada irregular pelo Tribunal de Contas do Estado de São Paulo.
A reforma dessas frotas entre 2009 e 2018 foi investigada pelo Ministério Público de São Paulo após denúncias de superfaturamento.

## Acidentes e incidentes
- 26 de agosto de 1987 – Trem vazio descarrilou na área de manobra a oeste da estação Santa Cecília. O transporte na Linha 3 vermelha ficou interrompido por quase quatro horas. Sem feridos.[9]

- 5 de agosto de 1992 – Carro 339 (Frota D) descarrila entre as estações Sé e Pedro II, interrompendo a circulação na Linha 3 vermelha por várias horas;[10]

- 21 de setembro de 2010 – Após uma blusa travar o fechamento de uma porta, a circulação na Linha 3 é interrompida por uma série de protestos de passageiros. No final, 17 trens foram depredados, incluindo vários das frotas C e D;[11]

- 16 de maio de 2012 – Falha em equipamento de sinalização causa colisão leve entre trens das Frotas C e H. Essa foi a primeira colisão em operação da história do Metrô;[12]